# Руфус (Орегон)
Руфус (англ. Rufus) — місто (англ. city) в США, в окрузі Шерман штату Орегон. Населення — 249 осіб (2010).

## Географія
Руфус розташований за координатами 45°41′20″ пн. ш. 120°44′48″ зх. д. / 45.68889° пн. ш. 120.74667° зх. д. (45.688994, -120.746635).  За даними Бюро перепису населення США в 2010 році місто мало площу 3,12 км², з яких 3,07 км² — суходіл та 0,05 км² — водойми. В 2017 році площа становила 3,48 км², з яких 3,07 км² — суходіл та 0,41 км² — водойми.

## Демографія
Згідно з переписом 2010 року, у місті мешкало 249 осіб у 115 домогосподарствах у складі 65 родин. Густота населення становила 80 осіб/км².  Було 141 помешкання (45/км²).
Расовий склад населення:
| - 89,2 % — білих - 5,2 % — корінних американців - 5,2 % — осіб інших рас |

До двох чи більше рас належало 0,4 %. Частка іспаномовних становила 13,3 % від усіх жителів.
За віковим діапазоном населення розподілялося таким чином: 16,9 % — особи молодші 18 років, 58,2 % — особи у віці 18—64 років, 24,9 % — особи у віці 65 років та старші. Медіана віку мешканця становила 51,1 року. На 100 осіб жіночої статі у місті припадало 111,0 чоловіків;  на 100 жінок у віці від 18 років та старших — 107,0 чоловіків також старших 18 років.
Середній дохід на одне домашнє господарство  становив 37 611 долар США (медіана — 27 813), а середній дохід на одну сім'ю — 52 918 доларів (медіана — 59 500). За межею бідності перебувало 29,8 % осіб, у тому числі 30,8 % дітей у віці до 18 років та 18,9 % осіб у віці 65 років та старших.
Цивільне працевлаштоване населення становило 71 осіб. Основні галузі зайнятості: мистецтво, розваги та відпочинок — 35,2 %, освіта, охорона здоров'я та соціальна допомога — 19,7 %, будівництво — 14,1 %, публічна адміністрація — 12,7 %.